# Lake Tutchewop
Lake Tutchewop är en sjö i Australien. Den ligger i delstaten Victoria, omkring 280 kilometer nordväst om delstatshuvudstaden Melbourne. Lake Tutchewop ligger 68 meter över havet. Arean är 7,5 kvadratkilometer. Den sträcker sig 3,9 kilometer i nord-sydlig riktning, och 2,6 kilometer i öst-västlig riktning.
Omgivningarna runt Lake Tutchewop är i huvudsak ett öppet busklandskap. Runt Lake Tutchewop är det mycket glesbefolkat, med 3 invånare per kvadratkilometer. Genomsnittlig årsnederbörd är 389 millimeter. Den regnigaste månaden är februari, med i genomsnitt 51 mm nederbörd, och den torraste är januari, med 11 mm nederbörd.